# Carangoides plagiotaenia
Carangue à joue barrée
Espèce
Statut de conservation UICN

 LC  : Préoccupation mineure
Carangoides plagiotaenia, communément nommée Carangue à joue barrée, est une espèce de poisson marin démersale de la famille des Carangidae.

## Description
Carangoides plagiotaenia est un poisson de taille moyenne pouvant atteindre 50 cm de long, toutefois la taille moyenne est de 30 cm.
Le corps a un profil ovale et allongé, comprimé latéralement, doté de deux nageoires dorsales.
Le pédoncule caudal est étroit et renforcé par des scutelles.
La nageoire caudale est fourchue.
La livrée est grise argentée avec la partie supérieure à la ligne latérale généralement plus sombre que la partie inférieure. Selon les individus, il est possible d'observer 6 à 7 barres obliques sombres sur les flancs. Certains grands individus peuvent également avoir quelques points jaunes épars.
Le point distinctif qui permet de reconnaître aisément cette espèce est le trait noir vertical qui barre la « joue » du poisson.
Toutes les nageoires sont sombres sauf les pectorales qui sont claires. Les marges des nageoires pelviennes et anales sont blanches.

## Répartition et habitat
La Carangue à joue barrée fréquente les eaux tropicales et subtropicale de l'Océan Indien et de la partie occidentale de l'Océan Pacifique.
Elle affectionne les pentes externes des lagons, des récifs coralliens et rocheux entre la surface et 200 m de profondeur.

## Alimentation
Carangoides plagiotaenia se nourrit de petits poissons et de petits crustacés benthique.

## Comportement
Elle a une activité diurne, se déplace et chasse généralement en groupe mais peut être observée seule.